# 九条忠教
九条 忠教（くじょう ただのり）は、鎌倉時代中期から末期にかけての公卿。摂政関白右大臣・九条忠家の子。官位は従一位・関白。九条家6代当主。通称に報恩院関白。

## 経歴
正嘉2年（1258年）12月27日に元服し、従五位上に叙位される。2年後に右近衛権少将に任ぜられ、弘長2年（1262年）には従三位に叙されているが、摂関家子弟が本来辿る参議以上の議政官を経ずに二位に達している。これは建長3年（1251年）の了行らの謀反事件に絡んで父・忠家が右大臣を解任され、以後復帰できなかったところが大きいとされる。ところが文永10年（1273年）5月に突如忠家が復権して関白に任ぜられると12月には忠教も権中納言に任ぜられる。この背景としては、忠家を勅勘した後嵯峨法皇が亡くなったこと、加えて忠教の義兄である関東申次西園寺実兼が執権北条時宗に忠家父子の復権を働きかけたことが大きかったとされる（奇しくも忠家の関白に就任したのと同じ月に実兼の妹は忠教の嫡男である師教を生んでいる）。
文永11年（1274年）には先任の鷹司兼忠を超えて権大納言兼左近衛大将、建治元年（1275年）右大臣、正応元年（1288年）左大臣などを歴任し、正応4年（1291年）辞任した近衛家基に代わり、関白・藤氏長者になるが、正応6年（1293年）に更迭され、家基に関白及び藤氏長者を返上する。
近江国にあった藤原不比等の別荘跡に現在の安楽寺を建立。正安元年（1299年）、平安時代の京都六条河原にあった源融邸跡地を善導寺に寄進して、現在地に善導寺を移らせて歓喜光寺としている。延慶2年（1309年）に出家して、法名を円阿と称した。

## 系譜
- 父：九条忠家
- 母：三条公房の娘
- 妻：西園寺公相の娘
  - 男子：九条師教（1273-1320）
- 妻：藤原有時の娘
  - 男子：九条房実（1290-1327）
- 妻：二条道良の娘
- 生母不明の子女
  - 男子：九条基教
  - 男子：尊覚 - 興福寺別当
  - 男子：教寛 - 東大寺別当
  - 男子：覚恵 - 大覚寺18代門跡
  - 女子：禖子 - 従一位、二条兼基正室